# Lega Nazionale A 1978-1979
L'edizione 1978-1979 della Lega Nazionale A vide la vittoria finale del Servette. Capocannoniere del torneo fu Peter Risi (Zurigo) con 16 reti.

## Stagione

### Novità
Dalla Lega Nazionale A 1977-1978 sono stati retrocessi in Lega Nazionale B l'Étoile Carouge e lo Young Fellows Zurigo, mentre dalla Lega Nazionale B 1977-1978 sono stati promossi il Nordstern e il Chiasso.

## Classifica finale
|  | Pos. | Squadra         | Pt | G  | V  | N | P  | GF | GS | DR  |
|  | ---- | --------------- | -- | -- | -- | - | -- | -- | -- | --- |
|  | 1.   | Zurigo          | 32 | 22 | 13 | 6 | 3  | 51 | 19 | +32 |
|  | 2.   | Servette        | 30 | 22 | 12 | 6 | 4  | 56 | 23 | +33 |
|  | 3.   | Grasshoppers    | 27 | 22 | 9  | 9 | 4  | 35 | 24 | +11 |
|  | 4.   | Basilea         | 26 | 22 | 10 | 6 | 6  | 36 | 29 | +7  |
|  | 5.   | Young Boys      | 26 | 22 | 11 | 4 | 7  | 39 | 34 | +5  |
|  | 6.   | San Gallo       | 26 | 22 | 11 | 4 | 7  | 34 | 34 | 0   |
|  | 7.   | Neuchâtel Xamax | 24 | 22 | 8  | 8 | 6  | 42 | 33 | +9  |
|  | 8.   | Chênois         | 22 | 22 | 9  | 4 | 9  | 30 | 32 | -2  |
|  | 9.   | Losanna         | 15 | 22 | 6  | 3 | 13 | 28 | 40 | -12 |
|  | 10.  | Chiasso         | 13 | 22 | 5  | 3 | 14 | 20 | 46 | -26 |
|  | 11.  | Nordstern       | 12 | 22 | 2  | 8 | 12 | 19 | 44 | -25 |
|  | 12.  | Sion            | 11 | 22 | 3  | 5 | 14 | 20 | 52 | -32 |

Legenda:

      Qualificate alla poule scudetto.
      Qualificate alla poule retrocessione.
Note:

Due punti a vittoria, uno a pareggio, zero a sconfitta.

## Poule scudetto
I punti conquistati nella stagione regolare vengono dimezzati e arrotondati all'intero superiore.
|  | Pos. | Squadra      | Pt | G  | V  | N | P | GF | GS | DR  |
|  | ---- | ------------ | -- | -- | -- | - | - | -- | -- | --- |
|  | 1.   | Servette     | 35 | 10 | 10 | 0 | 0 | 23 | 5  | +18 |
|  | 2.   | Zurigo       | 29 | 10 | 6  | 1 | 3 | 19 | 14 | +5  |
|  | 3.   | Grasshoppers | 23 | 10 | 3  | 3 | 4 | 11 | 13 | -2  |
|  | 4.   | San Gallo    | 20 | 10 | 2  | 3 | 5 | 8  | 11 | -3  |
|  | 5.   | Young Boys   | 19 | 10 | 1  | 4 | 5 | 5  | 17 | -12 |
|  | 6.   | Basilea      | 18 | 10 | 2  | 1 | 7 | 18 | 24 | -6  |

Legenda:

      Campione di Svizzera e qualificata in Coppa dei Campioni 1979-1980
      Qualificata in Coppa delle Coppe 1979-1980
      Qualificate in Coppa UEFA 1979-1980.
Note:

Due punti a vittoria, uno a pareggio, zero a sconfitta.
Punti di partenza:
- Zurigo 16
- Servette 15
- Grasshoppers 14
- Basilea 13
- Young Boys 13
- San Gallo 13

## Poule retrocessione
I punti conquistati nella stagione regolare vengono dimezzati e arrotondati all'intero superiore.
|  | Pos. | Squadra         | Pt | G  | V | N | P | GF | GS | DR  |
|  | ---- | --------------- | -- | -- | - | - | - | -- | -- | --- |
|  | 1.   | Chênois         | 24 | 10 | 3 | 7 | 0 | 21 | 14 | +7  |
|  | 2.   | Sion            | 20 | 10 | 5 | 4 | 1 | 15 | 8  | +7  |
|  | 3.   | Chiasso         | 20 | 10 | 5 | 3 | 2 | 16 | 10 | +6  |
|  | 4.   | Losanna         | 20 | 10 | 5 | 2 | 3 | 20 | 16 | +4  |
|  | 5.   | Neuchâtel Xamax | 17 | 10 | 2 | 1 | 7 | 11 | 19 | -8  |
|  | 6.   | Nordstern       | 9  | 10 | 1 | 1 | 8 | 8  | 24 | -16 |

Legenda:

      Retrocessa in Lega Nazionale B 1979-1980.
Note:

Due punti a vittoria, uno a pareggio, zero a sconfitta.
Punti di partenza:
- Neuchâtel Xamax 12
- Chênois 11
- Losanna 8
- Chiasso 7
- Nordstern 6
- Sion 6

## Statistiche

### Classifica marcatori (stagione regolare)
| Gol |  |  | Giocatore         | Squadra         |
| --- |  |  | ----------------- | --------------- |
| 11  |  |  | Michel Decastel   | Neuchâtel Xamax |
| 11  |  |  | Piet Hamberg      | Servette        |
| 11  |  |  | Christian Labhart | San Gallo       |
| 11  |  |  | Peter Risi        | Zurigo          |
| 11  |  |  | Luigi Stomeo      | San Gallo       |
| 10  |  |  | René Botteron     | Zurigo          |
| 10  |  |  | Thomas Zwahlen    | Young Boys      |

### Classifica marcatori (completa)
| Gol |  |  | Giocatore         | Squadra         |
| --- |  |  | ----------------- | --------------- |
| 16  |  |  | Peter Risi        | Zurigo          |
| 15  |  |  | Piet Hamberg      | Servette        |
| 14  |  |  | René Botteron     | Zurigo          |
| 14  |  |  | Walter Seiler     | Losanna         |
| 14  |  |  | Luigi Stomeo      | San Gallo       |
| 13  |  |  | Christian Labhart | San Gallo       |
| 13  |  |  | Hanspeter Zwicker | Zurigo          |
| 12  |  |  | Michel Decastel   | Neuchâtel Xamax |

## Verdetti finali
- Servette Campione di Svizzera 1978-1979 e qualificato alla Coppa dei Campioni 1979-1980.
- Young Boys finalista della Coppa Svizzera 1978-1979 e qualificato alla Coppa delle Coppe 1979-1980.
- Grasshoppers e Zurigo qualificate alla Coppa UEFA 1979-1980.
- Nordstern retrocesso in Lega Nazionale B.